# Míšeňské markrabství
Míšeňské markrabství (německy Markgrafschaft Meißen) byl středověký stát v historické oblasti Míšeňska v současném Sasku, existující mezi lety 965 až 1423, kdy se spojilo s Vévodstvím sasko-wittenberským. Po značnou část jeho existence zde vládl zejména rod Wettinů a země byla součástí Svaté říše římské.

## Historie

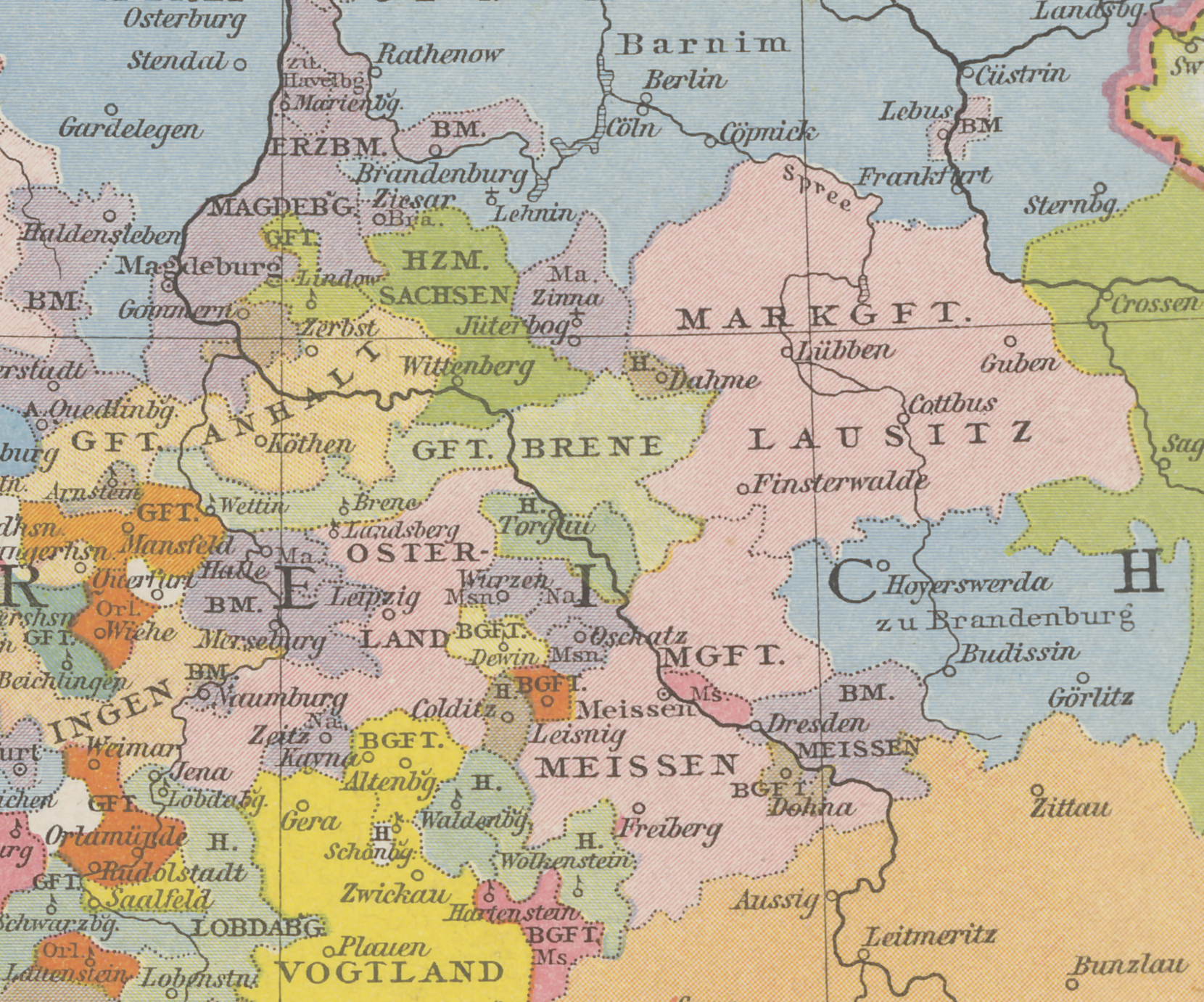
Wettinské Míšeňsko, Horní Lužice a tzv. Osterland (Landsberg) kolem roku 1260

V oblasti Míšně jsou již ve starověku doloženi germánští Hermunduři, které vystřídali kolem roku 600 slovanští Lužičtí Srbové. Část tohoto území dobyl již roku 805 Karel Veliký, nicméně celé území připojil k říši až Jindřich I. Ptáčník o více než sto let později. Roku 928 zde tentýž panovník založil hrad Míšeň jako obranu proti útokům Srbů. Prvním doloženým markrabětem je Wigbert. V následujících letech se Míšeňsko častokrát stalo cílem polské, případně české expanze, roku 1127 získali do dědičného vlastnictví toto území členové rodu Wettinů. Mezi nimi se země dále rozdělovaly a zase spojovaly, ke konci 13. století došlo k jejich rozpadu a některé části načas připadly pod přímou vládu římských králů Adolfa Nasavského a poté Albrechta Habsburského, kteří se v těchto oblastech střetávali s expanzí českého krále Václava II. Země znovu sjednotil až opět příslušník rodu Wettinů Fridrich I. Pokousaný. Roku 1423 udělil zdejšímu vládci Fridrichu IV. Bojovnému část Saska a kurfiřtský hlas císař Zikmund, čímž se tyto územní celky spojily a pojem Míšeňska postupně vymizel.

## Galerie

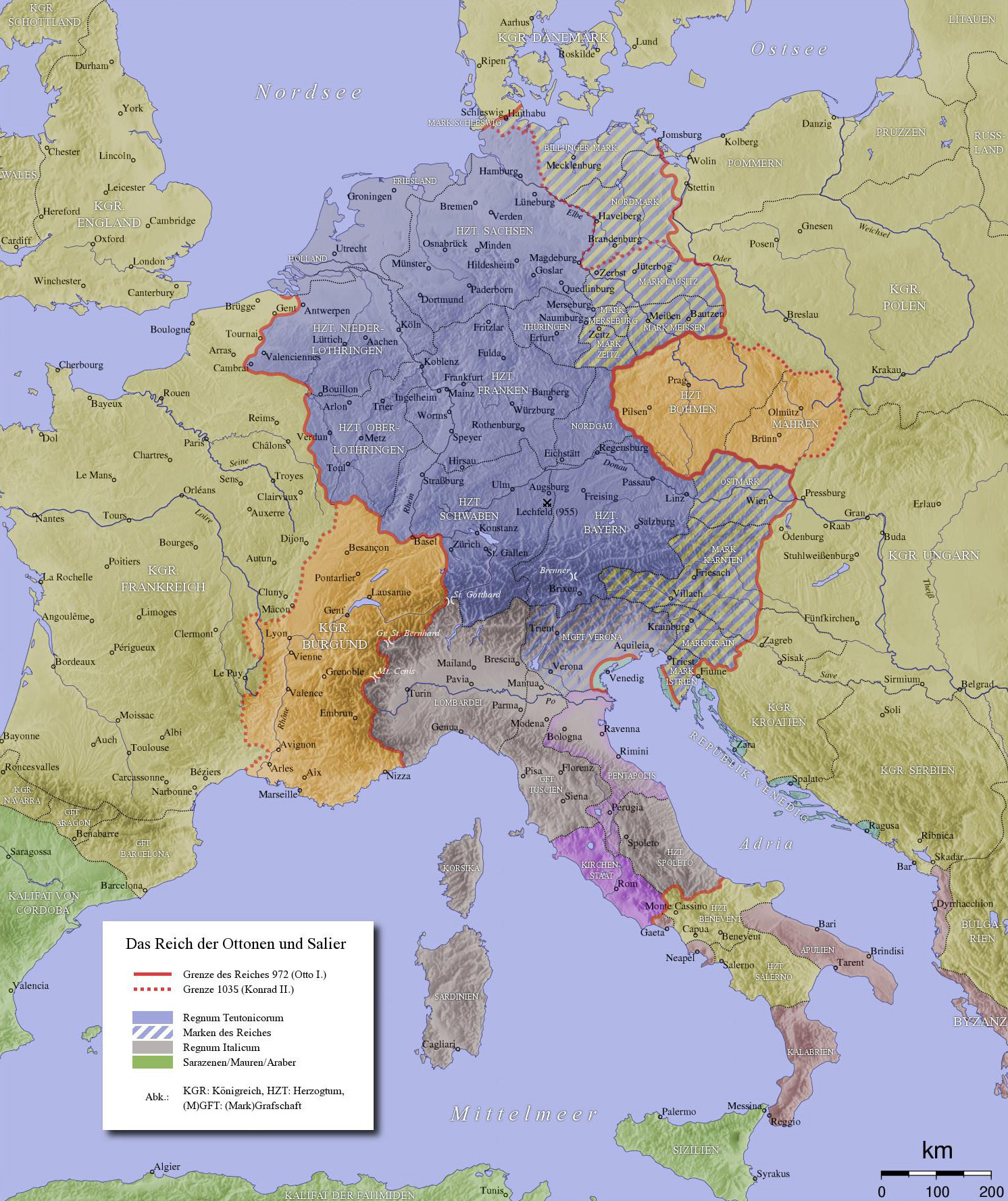
Míšeňská marka v rámci Svaté říše římské
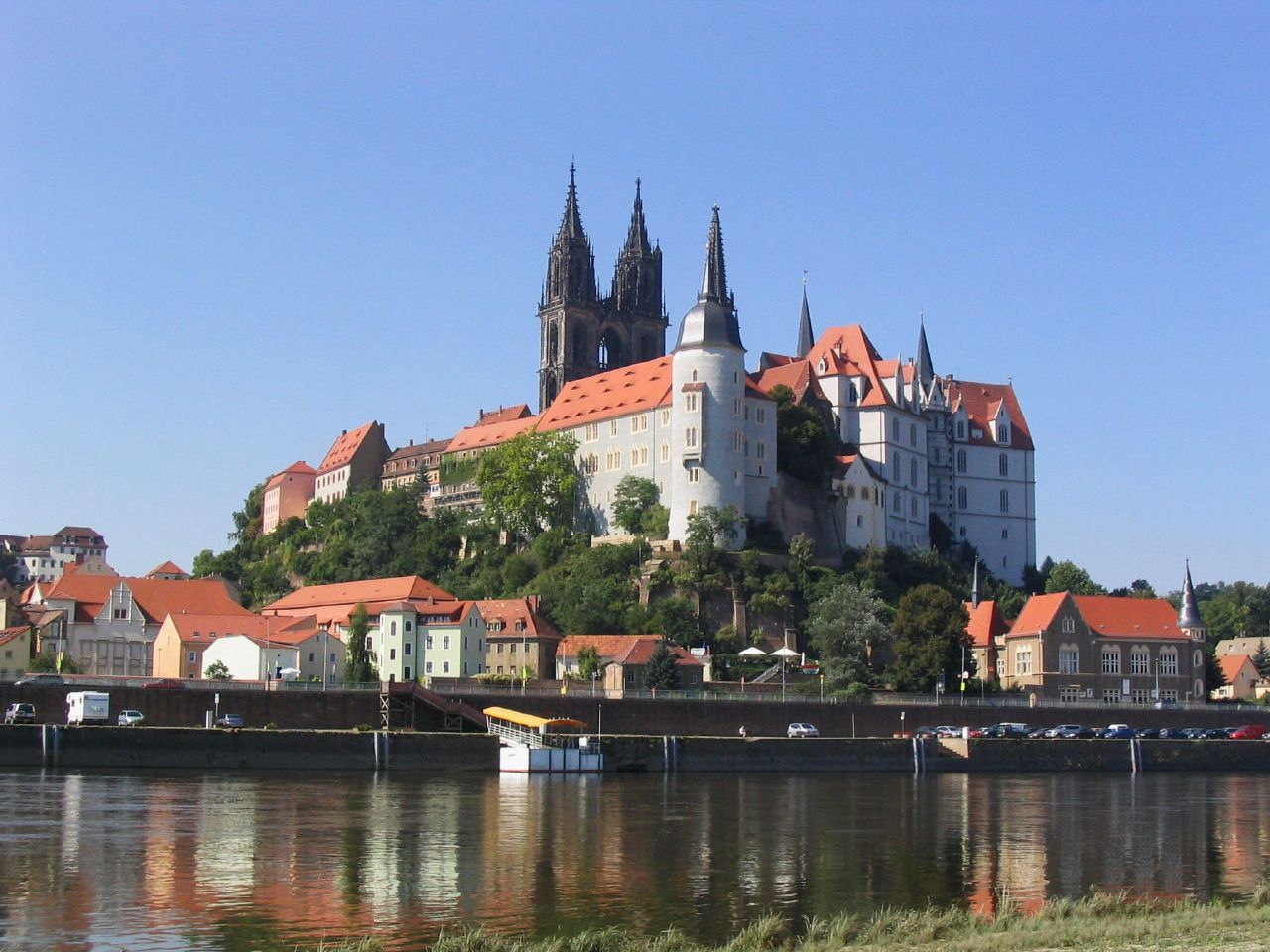
Míšeňský hrad Albrechtsburg s katedrálou
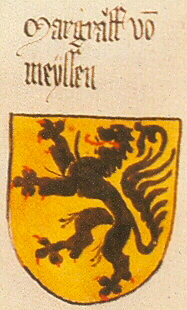
Erb Míšeňska v Ingeramově kodexu